# Europäische Stammtafeln
Europäische Stammtafeln este o lucrare de referință în genealogie - știință auxiliară istoriei. Lucrarea este o colecție de tabele genealogice pentru familii  care au jucat un rol semnificativ în istoria europeană. Mulți genealogi care cercetează familiile nobiliare medievale, regale și imperiale, consideră această lucrare un instrument de referință valoros. Ea a fost publicată pentru prima dată în două volume în 1935-1936 sub titlul Stammtafeln zur Geschichte der europäischen Staaten de genealogul Wilhelm Karl von Isenburg (1903–1956) și începând de atunci a fost nu numai reeditată ci și extinsă de succesorii acestuia, Frank Freytag von Loringhoven (1910–1977) și Detlev Schwennicke (1930–2012) ajungând la 29 de volume (dintre care unele sunt disponibile în mai multe subvolume) cuprinznd peste 4000 de tabele genealogice.

## Istorie
Prima ediție a lui Isenburg a cuprins volumul 1: „Statele germane” (1935) și volumul 2: „Statele negermane” (1936) care s-au limitat la familiile conducătoare din istoria europeană. A doua ediție (1953), care fusese deja publicată de Freytag von Loringhoven, a fost completată cu încă două volume în 1955 și 1957, care cuprindeau familiile înaltei nobilimi din Germania și Austro-Ungaria, și purta un nou titlu: „Europäische Stammtafeln. Stammtafeln zur Geschichte der europäischen Staaten” („Arborii genealogici ai istoriei statelor europene”). Cele patru volume au fost retipărite și îmbunătățite, dar nu au fost completate în următorii 20 de ani.
În 1977 moștenirea lui Freytag von Loringhoven conținea suficient material nepublicat astfel încât n 1978 a fost publicat volumul 5.
Apoi lucrarea a fost repusă într-o nouă formă de un al treilea editor sub un nou titlu: „Europäische Stammtafeln. Stammtafeln zur Geschichte der europäischen Staaten. Begründet von Wilhelm Karl Prinz zu Isenburg, fortgeführt von Frank Baron Freytag von Loringhoven. Neue Folge. Herausgegeben von Detlev Schwennicke“ adică „Tabelele genealogice europene. Tabele genealogice pentru istoria statelor europene. Fondată de prințul Wilhelm Karl de Isenburg, continuată de baronul Frank Freytag de Loringhoven. Ediție nouă. Editat de Detlev Schwennicke”. Primul volum a fost publicat în 1980, iar volumul al 16-lea în 1995.
După apariția celui de-al 16-lea volum titlul a fost scurtat, numerotarea s-a păstrat și a fost publicat volumul al 17-lea. Lucrarea se numește acum: „Detlev Schwennicke. Europäische Stammtafeln. Neue Folge”. Opera completă cuprinde actualmente 29 de volume dintre care unele au fost republicate.

## Titlurile volumelor
Lucrarea cuprinde următoarele volume:
- vol. 1: Die Deutschen Staaten: Die Stammesherzöge, die weltlichen Kurfürsten, die Kaiserlichen, Königlichen und Grossherzoglichen Familien, Aus dem Nachlaß von Frank Baron Freytag von Loringhoven heraugegeben von Detlev Schwennicke. (Statele germane: familii ducale, familiile principilor electori din Sfântul Imperiu Roman, familii imperiale, regale), 1980, 159 de tabele; majoritatea tablelelor din epoca modernă se termină în 1918, doar câteva continuă până în secolul al XX-lea;

- vol. 2: Die ausserdeutschen Staaten: Die regierenden Häuser der übrigen Staaten Europas. (Statele din afara teritoriilor germane: case domnitoare ale celorlalte state europene), 1984, 206 tabele; acoperă aproape toate familiile regale europeane și originile caselor regale spaniole;

- vol. 3, partea 1: Herzogs- und Grafenhäuser des Heiligen Römischen Reiches; andere europäische Fürstenhäuser. (Case ale ducilor și conților din Sfântul Imperiu Roman: alte case princiare europene), 1984, 200 de tabele (1-200);

- vol. 3, partea a 2-a: Nicht standesgemäße und illegitime Nachkommen des Regierenden Häuser Europas, (Urmași din căsătorii morganatice și urmași nelegitimi ai caselor conducătoare europene), 1983, 200 de tabele (201-400), ISBN 3-465-02712-4;
- vol. 3, partea a 3-a: Andere große europäische Familien: Illegitime Nachkommen spanischer und portugiesischer Königshäuser. (Alte mari familii europene: urmași nelegitimi ai caselor regale spaniole și portugheze), 1985, 200 de tabele (401-600), ISBN 3-465-02714-0;
- vol. 3, partea a 4-a: Das feudale Frankreich und sein Einfluss auf die Welt des Mittelalters. (Familiile feudale franceze și influența lor asupra lumii Evului mediu), 1989, 220 de tabele (601-820), ISBN 3-465-02176-7; sunt incluse și unele familii non-franceze;*
- Vol. 3, partea a 5-a: Seitenverwandte der Rurikiden. (Rudele colaterale ale Rurikidilor), 2004, 180 de tabele, ISBN 3-465-03292-6 (familii rusești);

- vol. 4: Standesherrliche Häuser I. (Case mediatizate), 1981, 168 de tabele, ISBN 3-465-02718-3; (casele mediatizate sunt familii princiare germane trecute sub un alt conducător în 1806, la destrămarea al Sfântului Imperiu Roman);
- vol. 5: Standesherrliche Häuser II. (Case mediatizate), 1988, 191 de tabele, ISBN 3-465-02720-5; majoritatea sunt familii germane;
- vol. 6: Familien des alten Lotharingien I. (Familii din vechea Lorena), 1978, 160 de tabele; conține familiile de Cleves-Berg-Julich din Burgundia;
- vol. 7: Familien des alten Lotharingien II, (Familii din vechea Lorena), 1979, 168 de tabele;
- vol. 8: West-, mittel- und nordeuropäische Familien. (Familiile din vestul, mijlocul și nordul Europei), 1980, 163 de tabele; cea mai mare parte sunt familii germane și suedeze;
- vol. 9: Familien des Früh- und Hochkapitalismus. (Familii din capitalism), 1987, 182 de tabele, ISBN 3-465-02725-6; Karl Marx, Astor, Borgia, Fugger, Gondi, Krupp, Rothschild etc. lipsesc familiile Ford, Rockefeller, Carnegie etc.;
- vol. 10: Pairs de France und ihre Familien. (Pairii Franței și familiile lor), 1986, 161 de tabele, ISBN 3-465-02727-2;
- vol. 11: Familien von Mittel- und Oberrhein und aus Burgund. (Familiile din regiunile Rinului Mijlociu și Superior și Burgundia), 1986, 162 de tabele, ISBN 3-465-02729-9;
- vol. 12: Familien des alten Herzogtums Schwaben. (Familii din vechiul Ducat de Suabia), 1992, 164 de tabele, ISBN 3-465-02731-0;
- vol. 13: Les Familles Féodales de France, I. (Familii feudale din Franța), 1990, 165 de tabele, ISBN 3-465-02733-7;
- vol. 14: Les Familles Féodales de France, II. (Familii feudale din Franța), 1991, 200 de tabele, ISBN 3-465-02735-3;
- vol. 15: La Bourgogne au Moyen Varsta. (Burgundia din Evul Mediu), 1993, 202 de tabele, ISBN 3-465-02738-8;
- vol. 16: Bayern und Franken. (Bavaria și Franconia), 1995, 163 de tabele, ISBN 3-465-02741-8;
- vol. 17: Hessen und das Stammesherzogtum Sachsen. (Hessa și Ducatul de Saxonia), 1998, 163 de tabele, ISBN 3-465-02983-0;
- vol. 18: Zwischen Maas und Rhein (Teritoriile dintre râurile Meuse și Rin), 1998, 160 de tabele, ISBN 3-465-02757-4;
- vol. 19: Zwischen Weser und Oder. (Teritoriile dintre râurile Weser și Oder), 2000, 165 de tabele, ISBN 3-465-03074-5;
- vol. 20: Brandenburg und Preußen 1. (Brandenburg și Prusia 1), 2002, 161 de tabele, ISBN 3-465-03166-0;
- vol. 21: Brandenburg und Preußen 2. (Brandenburg și Prusia 2), 2002, 162 de tabele, ISBN 3-465-03167-9;
- vol. 22: Rund um die Ostsee 1. (În jurul Mării Baltice 1), 2005, 164 de tabele, ISBN 3-465-03380-9;
- vol. 23: Rund um die Ostsee 2. (În jurul Mării Baltice 2), 2006, 190 de tabele, ISBN 3-465-03453-8;
- vol. 24: Rund um die Ostsee 3 (În jurul Mării Baltice 3), 2007, 164 de tabele, ISBN 978-3-465-03514-5;
- vol. 25: Rund um die Ostsee 4 (În jurul Mării Baltice 4), 2007, 164 de tabele, ISBN 978-3-465-03545-9;
- vol. 26: Zwischen Maas und Rhein 2. (Între râurile Meuse și Rin), 2009, 162 de tabele, ISBN 978-3-465-03598-5;
- vol. 27: Zwischen Maas und Rhein 3. (Între râurile Meuse și Rin), 2010, 160 de tabele, ISBN 978-3-465-03663-0;
- vol. 28: Zwischen Maas und Rhein 4. (Între râurile Meuse și Rin), 2011, 160 de tabele, ISBN 978-3-465-03718-7;
- vol. 29: Zwischen Maas und Rhein 5. (Între râurile Meuse și Rin), 2013, 192 de tabele, ISBN 978-3-465-03765-1.

## Evaluare
Volumele mai recente conțin informații detaliate despre sursele care au stat la baza întocmirii tabelelor genealogice, dar nu cuprinde citate. Cine dorește să afle sursa pentru o anumită filiație, trebuie să consulte lucrările conținute în lista bibliografică.
În special în ceea ce privește genealogia corespunzătoare Evului Mediu, parțial extrem de disputată, cititorul nu ar trebui să se bazeze doar pe tabelele genealogice europene, deoarece presupuneri speculative din literatura de specialitate au fost adesea luate în considerare. Acest lucru este valabil mai ales pentru familia Conradinilor a cărei genealogie este încă foarte controversată.
Werner Heegewaldt (vezi mai jos) în recenzia sa la volumele 19 și 20, publicată în 2002, scrie că: „Sursa a jucat, de asemenea, un rol important deoarece în cadrul unei astfel de serii nu se pot desfășura cercetări fundamentale intensive și trebuie să se recurgă la ceea ce s-a publicat anterior. Cu toate acestea, tabelele câștigă întotdeauna în valoare atunci când se folosesc surse needitate, tipărite și netipărite, care depășesc stadiul cunoștințelor deja publicate”.

## Comentarii
- Werner Heegewaldt (Brandenburgisches Landeshauptarchiv) pentru volumul 19 și 20 (2002). În: Anuarul Herold, seria nouă, vol. 10 (2005).